# Anton Hannecker
Anton Hannecker (* 4. Juni 1811 in Vilsbiburg; † 31. Januar 1885) war ein deutscher katholischer Theologe und Orientalist.

## Leben
Hannecker, Sohn eines Tuch- und Eisenhändlers, besuchte in seiner Kindheit das Gymnasium in Landshut. Daraufhin studierte er in München von 1830 bis 1834 Philosophie und Theologie. Am 25. Juli 1835 empfing er durch Franz Xaver von Schwäbl in Regensburg die Priesterweihe. Dem Priesterstand widmete sich Anton Hannecker jedoch nicht. Er kehrte nach München zurück, studierte Philologie und lernte die arabische und die hebräische Sprache. Am Neuen Gymnasium in München wurde Hannecker Religionslehrer. Als Nächstes wurde er Inspektor und Professor an der königlichen Pagerie. Dort erlernte er weitere Fremdsprachen. 14 Jahre lang war er an der Pagerie tätig, danach wurde er Direktor des sogenannten Maximilianeums. 1860 wurde er zum königlichen Rat ernannt. Im Herbst 1864 wurde Hannecker Domkapitular in Eichstätt. Auch dort wurde er Lehrer der Theologie am Lyzeum; 1870 ernannte man ihn zum Dompropst. Zwei Jahre später schrieb er Die Philistäer. Zu dieser Zeit verschlechterte sich seine Gesundheit erheblich und er suchte Heil an Quellen, erkrankte allerdings an einer Lungenentzündung, welche rasch verlief, sodass Anton Hannecker am 31. Januar 1885 verstarb.